# Jag ska aldrig lämna dig (musikalbum)
Jag ska aldrig lämna dig är ett studioalbum från 1993 av Kikki Danielsson. Låtskrivarna Mikael Wendt och Christer Lundh hade rest till Indien för att hämta inspirationer."

## Låtlista
| Nr  | Titel                                           | Låtskrivare                                    | Längd |
| --- | ----------------------------------------------- | ---------------------------------------------- | ----- |
| 1.  | "Caribian Life"                                 | Mikael Wendt, Christer Lundh                   | 3:06  |
| 2.  | "Någon däruppe"                                 | Michael Saxell                                 | 3:15  |
| 3.  | "Vad som än händer"                             | Mikael Wendt, Christer Lundh                   | 2:49  |
| 4.  | "Jag ska aldrig lämna dig"                      | Mikael Wendt, Christer Lundh                   | 2.50  |
| 5.  | "Som en sol"                                    | Mikael Wendt, Christer Lundh                   | 3:10  |
| 6.  | "Det finns ingen annan än du (Nobody's Baby)"   | Torgny Söderberg, Lasse Holm, Kikki Danielsson | 3:13  |
| 7.  | "Don't Forget to Remember"                      | Barry Gibb, Maurice Gibb                       | 3:21  |
| 8.  | "Blå vackra ögon"                               | Mikael Wendt, Christer Lundh                   | 3:01  |
| 9.  | "En cowboy från Oklahoma (That's all I've Got)" | Roni Kamras, Mikael Wendt, Christer Lundh      | 2.47  |
| 10. | "Så håll om mig"                                | Mikael Wendt, Christer Lundh                   | 3:16  |
| 11  | "En allra sista chans (Achy Breaky Heart)"      | Don von Tress, Mikael Wendt, Christer Lundh    | 3:20  |
| 12. | "Här med dig"                                   | Mikael Wendt, Christer Lundh                   | 3:07  |
| 13. | "Det bästa i mitt liv"                          | Mona Gustafsson                                | 2.59  |
| 14. | "Gyllene tider (Blame it on Texas)"             | Ronnie Rogers, Mikael Wendt, Christer Lundh    | 2:50  |

## Medverkande musiker
- Kikki Danielsson: Sång
- Lasse Wellander: Gitarr
- Peter Ljung: Klaviatur
- Rutger Gunnarsson: Bas
- Klas Anderhell: Slagverk, Trummor
- Hasse Rosén, Gitarr, Banjo

## Svensktoppen
- Balladlåten Som en sol på detta album låg på Svensktoppen i sju veckor under perioden 28 augusti–9 oktober 1993, och låg där som bäst på sjunde plats [4].
- Låten Jag ska aldrig lämna dig låg på Svensktoppen i fyra omgångar under perioden 4–25 juni 1994, och låg som bäst på fjärde plats där [5].